# Донецьк (станція)
Доне́цьк — вузлова залізнична станція Донецької залізниці. Розташована у північній частині міста Донецьк,  у Київському районі.

## Історія
Станція відкрита у 1872 році під первинною назвою Юзово в ході будівництва залізниці Костянтинівка — Доля. Згодом станція мала назви — Сталін (1924—1929) та Сталіно (1929—1961).
Під час німецько-радянської війни стара будівля вокзалу була зруйнована. У 1951 році, за проєктом архітектора Воронцова І. І., побудована нова будівля вокзалу, яка отримала монументальну, центрально-осьову схему об'ємно-просторову конструкцію. Центральне місце вокзалу займає вестибюль, що домінує в загальній композиції вокзального комплексу.

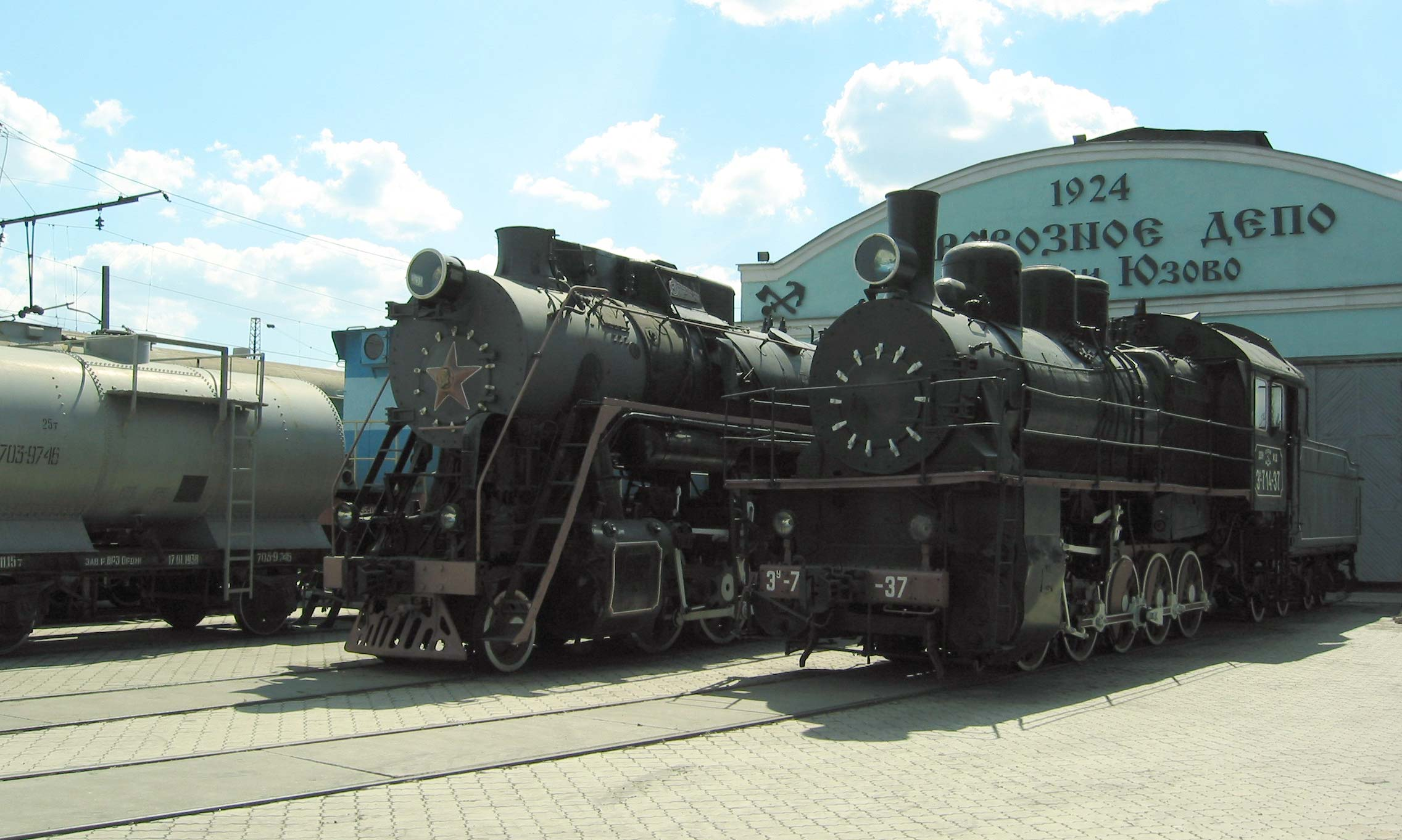
Музей історії та розвитку Донецької залізниці

У 1960-х роках забудована Привокзальна площа.
4 серпня 2000 року, до 130-річчя утворення Донецької залізниці,  біля залізничного вокзалу відкритий Музей історії та розвитку Донецької залізниці.

Вокзал до реконструкції
Вокзал за радянських часів
Привокзальна площа (2009)
Вигляд на вокзал з платформи № 1
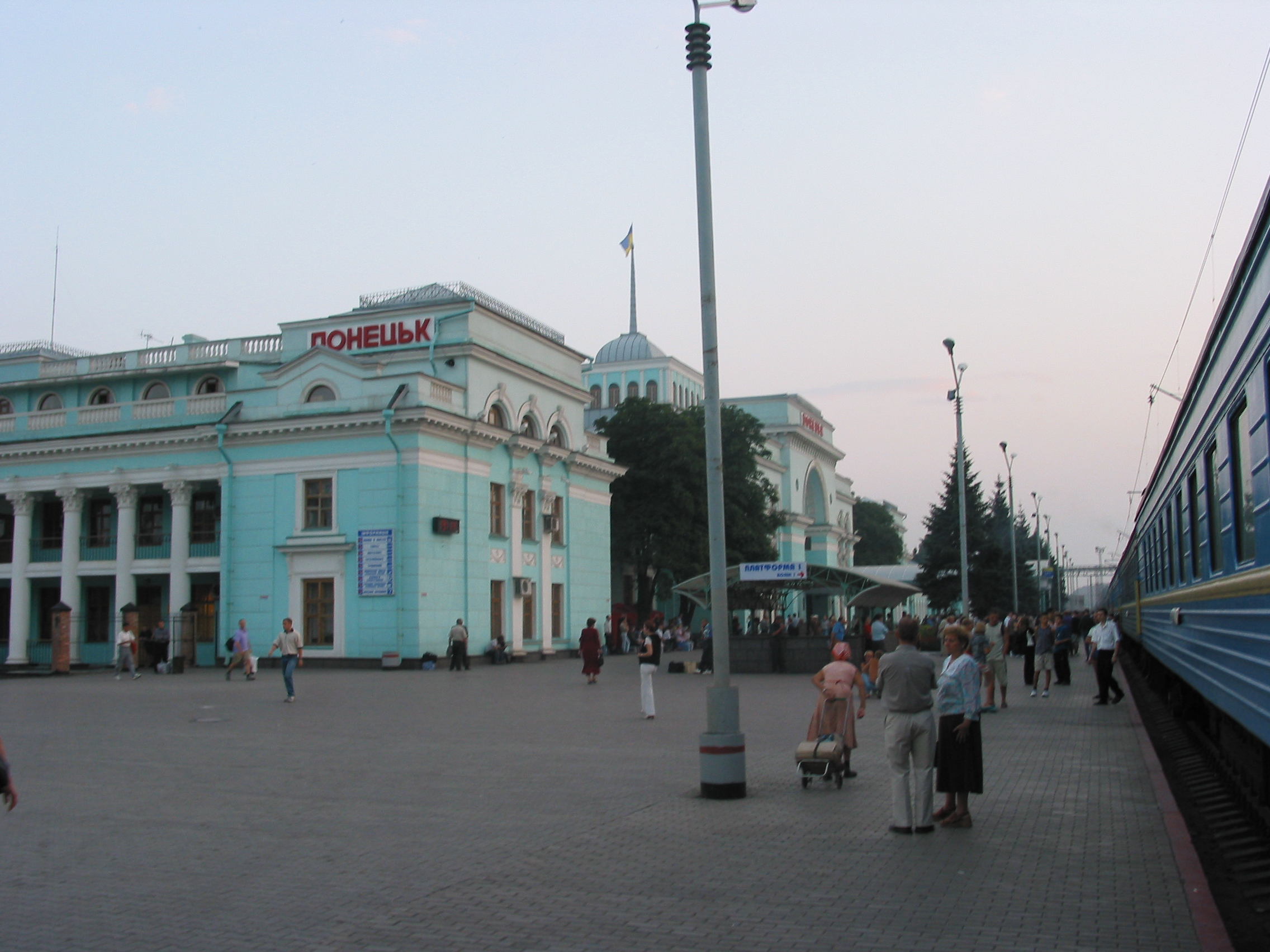
Перони вокзалу
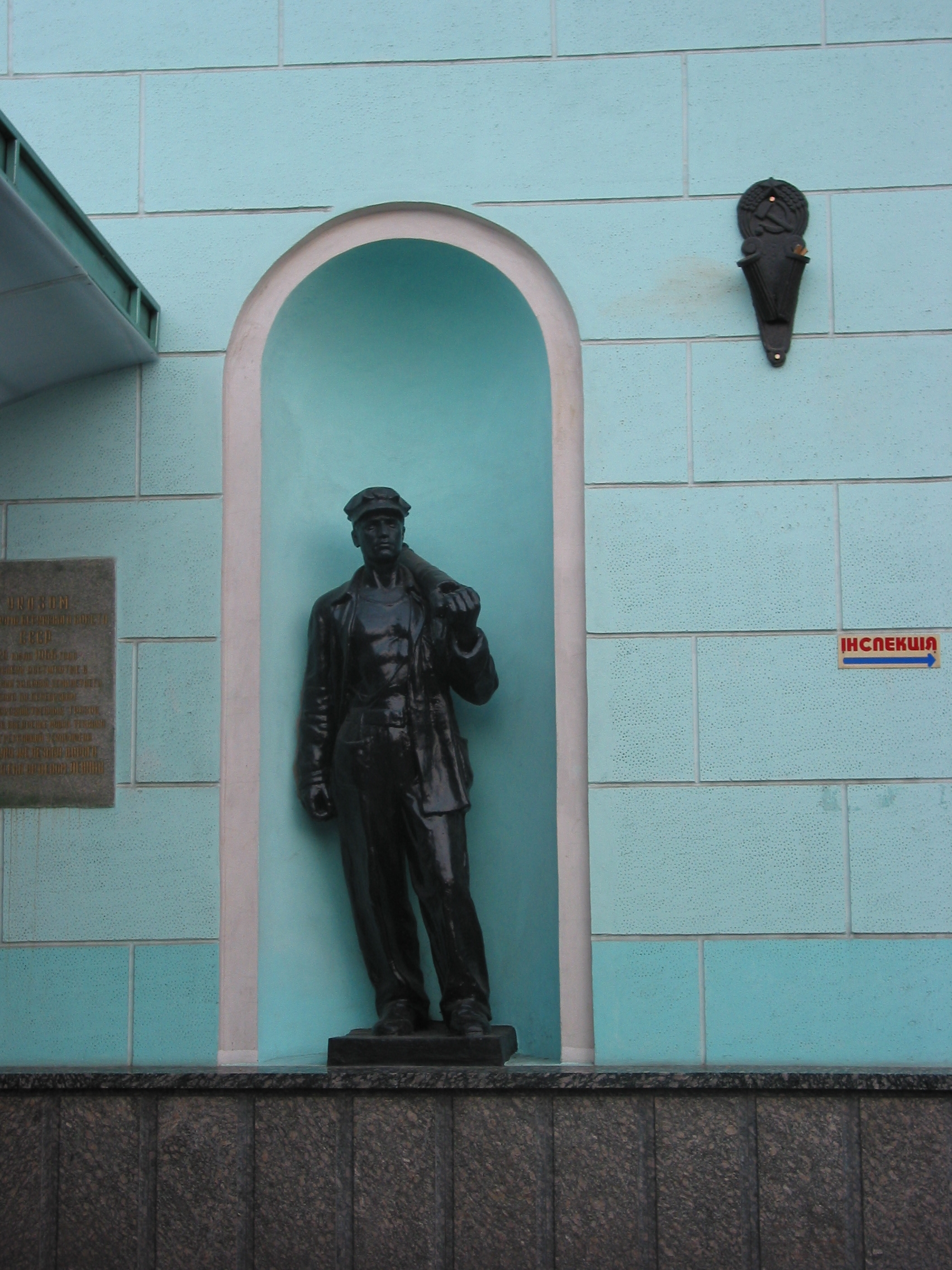
Скульптура шахтаря

У 2005 році, за 100 метрів від вокзалу (Привокзальна площа, 1), відкритий торговельно-готельний комплекс «Рубікон».
Завдяки проведенню у Донецьку Чемпіонату Європи з футболу 2012 року залізничний вокзал був капітально реконструйований, а також побудований новий приміський вокзал, який введений в експлуатацію 21 травня 2012 року. Оновлений вокзальний комплекс складається з основної будівлі вокзалу, приміського та транзитного вокзалу, двох торговельних комплексів, двох конкорсів, автостанції. Окрім цього, повністю реконструйована залізнична інфраструктура всієї станції — укладено 15,8 км колій, 83 нових стрілочних переводів, встановлено 417 опор контактної мережі, змонтовано 28,15 км контактної мережі, модернізована 21 повітряна стрілка, близько 200 приладів освітлення, прокладено близько 25 км кабельної мережі, модернізовано понад 12 км повітряних ліній електропередач, збудовано дві та модернізовано дві трансформаторних підстанції тощо. Завдяки будівництву триповерхового транзитного та чотириповерхового приміського вокзалів за європейськими стандартами відокремлено потоки пасажирів у далекому та приміському сполученнях.

Вокзал після реконструкції
Залізничний вокзал
Приміський вокзал
Конкорс
Транзитний вокзал

З 2014 року, внаслідок тимчасової окупації Донецька, станція перебуває у занедбаному стані.
5 серпня 2022 року, через обстріли, зайнялась будівля вокзалу.

## Пасажирське сполучення
Основними напрямками приміських  перевезень зі станції Донецьк були: Маріуполь, Ясинувата, Чаплине, Горлівка, Луганськ, Дебальцеве тощо.
До 2014 року станція мала пряме сполучення з Києвом, Харковом, Одесою, Львовом, Ворохтою, Сімферополем, Севастополем, Уманню, Хмельницьким, Євпаторією, Мінськом, Москвою тощо, а також існувало пасажирське сполучення до кожної області України. Тричі на добу здійснювалися швидкісні перевезення до Києва, 1-2 рази на день до Харкова, Маріуполя, Луганська, Дніпра, Сімферополя тощо.

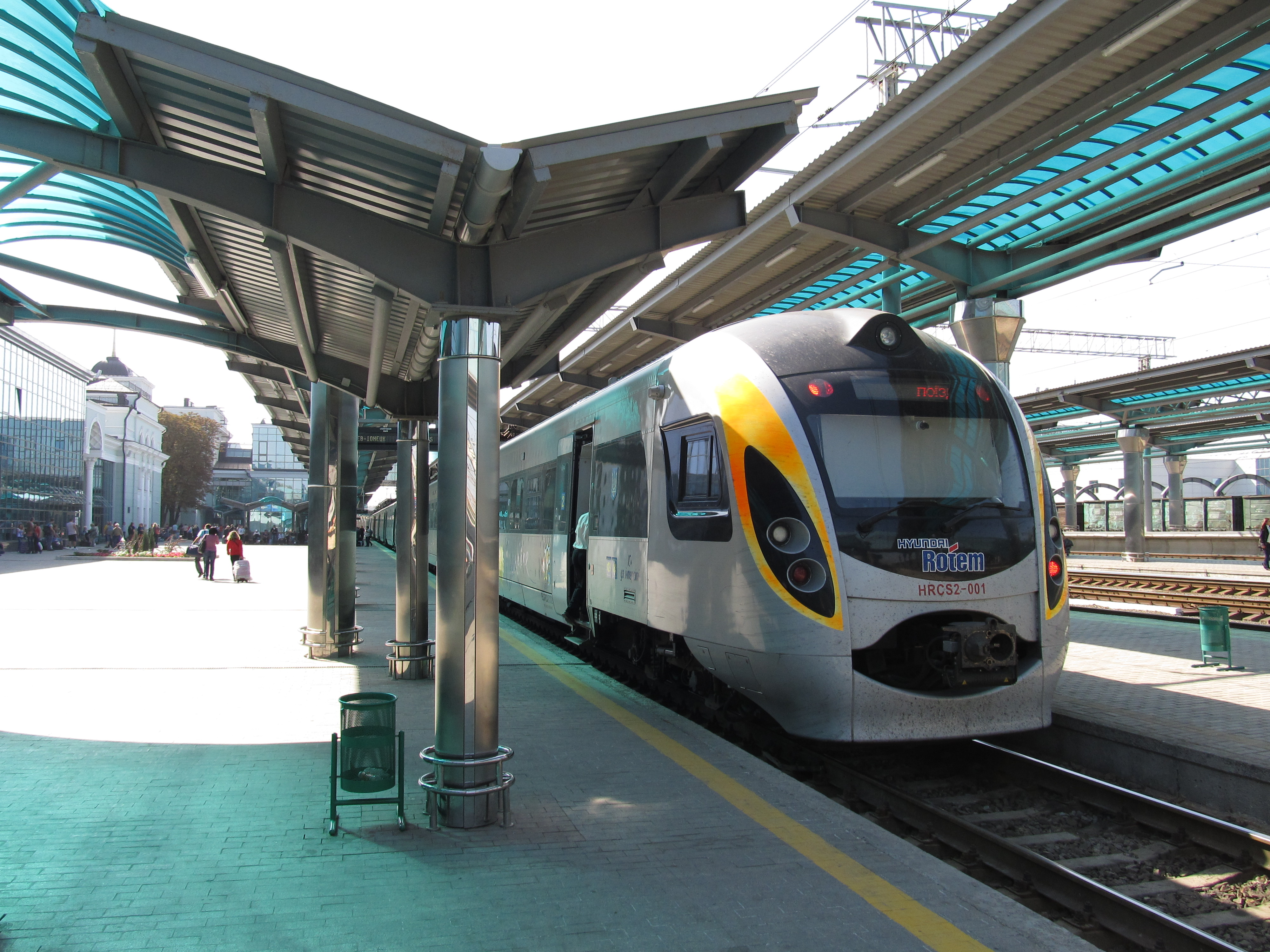
Швидкісний поїзд HRCS2 на станції Донецьк
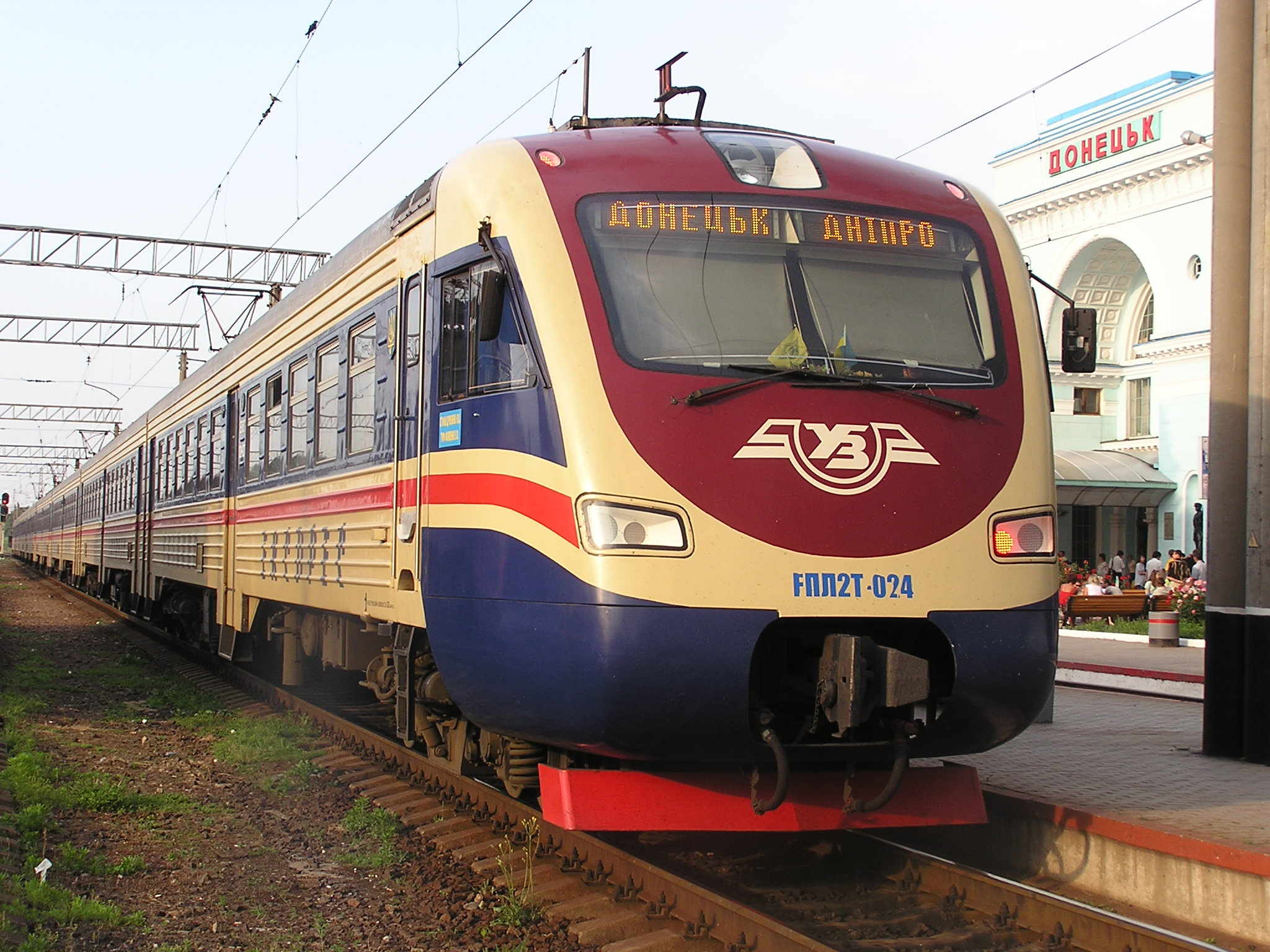
Приміський електропоїзд підвищеного комфорту ЕПЛ2Т на станції Донецьк
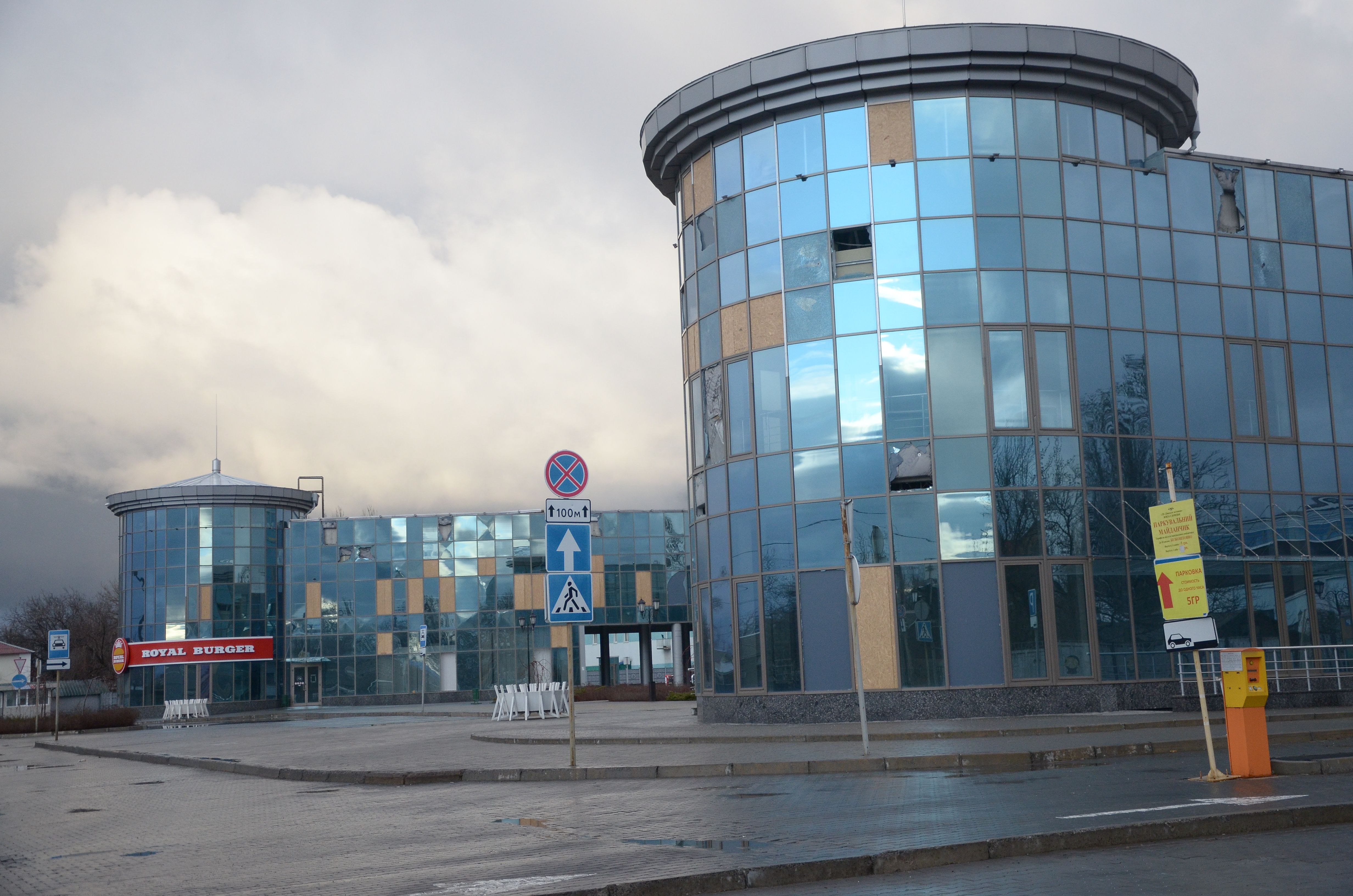
Приміський вокзал (8 квітня 2015)

З 29 липня 2014 року пасажирські перевезення офіційно припинені, через війну на сході України, проте, до російського вторгнення в Україну (з 2022), була можливість користуватися найближчими залізничними станціями Авдіївка, Волноваха, Костянтинівка, Покровськ, Бахмут тощо, які наразі російськими окупантами знищені внаслідок обстрілів.
До 2011—2014 років через станцію Донецьк прямували транзитні пасажирські поїзди:
| Рух пасажирських поїздів далекого сполучення по станції Донецьк (до 2011—2014) |                                  | |                 |
| №                                                                              | Маршрут сполучення               | Проміжні станції | Дата скасування |
| 22/21                                                                          | Маріуполь — Львів                | Волноваха, Донецьк, Макіївка, Синельникове II, Дніпро, П'ятихатки, Олександрія, Знам'янка, Кропивницький, Жмеринка, Деражня, Хмельницький, Тернопіль, Злочів                   | 08.11.2011      |
| 78/77                                                                          | Маріуполь — Москва               | Донецьк, Макіївка, Горлівка, Костянтинівка, Краматорськ, Слов'янськ, Лозова, Харків, Бєлгород, Курськ, Орел, Тула I-Курська                                                    | 09.08.2014      |
| 144/143                                                                        | Маріуполь — Санкт-Петербург      | Донецьк, Макіївка, Горлівка, Костянтинівка, Краматорськ, Слов'янськ, Лозова, Харків, Бєлгород, Курськ, Орел, Тула I-Курська, Москва, Твер, Бологе-Московське                   | 22.05.2012      |
| 322/321                                                                        | Маріуполь — Харків               | Донецьк, Макіївка, Горлівка, Бахмут, Лиман, Балаклія | 26.05.2012      |
| 384/383                                                                        | Маріуполь — Барановичі, Вітебськ | Донецьк, Макіївка, Єнакієве, Дебальцеве, Лисичанськ, Сватове, Куп'янськ, Харків, Люботин, Суми, Путивль, Конотоп, Бахмач, Гомель, Бобруйськ, Мінськ / Жлобин, Могильов I, Орша | 22.07.2014      |
| 386/385                                                                        | Маріуполь — Липецьк              | Донецьк, Макіївка, Єнакієве, Дебальцеве, Луганськ, Міллерово, Лиски, Воронеж                                                                                                   | 10.11.2011      |
| 616/615                                                                        | Маріуполь — Полтава              | Донецьк, Макіївка, Горлівка, Костянтинівка, Краматорськ, Слов'янськ, Лозова, Красноград                                                                                        | 06.09.2011      |

19 серпня 2019 року, через п'ять років припинення залізничного сполучення, окупаційне керівництво Донецької залізниці відновило приміське сполучення до станцій Мандрикине та Оленівка. 
У квітні 2020 року, через пандемію на COVID-19, донецький залізничний вокзал знову припинив приймати пасажирів.
9 травня 2025 року окупаційне керівництво Донецької залізниці відновило приміське сполучення зі станції Донецьк до станцій Дебальцеве, Іловайськ, Успенська та Ясинувата.

## Послуги вокзалу
- Сервіс-центр
- Перукарня
- Платна зала чекання підвищеної комфортності
- Паркування автомобілів
- Платний туалет (безкоштовного немає, проте була можливість відвідувати з квитком на поїзд або місячним проїзним на приміські поїзди)
- Кімнати тривалого відпочинку
- Продаж розкладів руху поїздів
- Платна довідка
- Оголошення через гучномовець на прохання пасажирів, організацій
- Послуги багажного відділення
- Послуги камер схову
- Доставка квитків
- Продаж квитків на поїзди міжнародного сполучення
- Користування залом офіційних делегацій
- Резервування місць для групових перевезень.

## Галерея

Транзитний вокзал
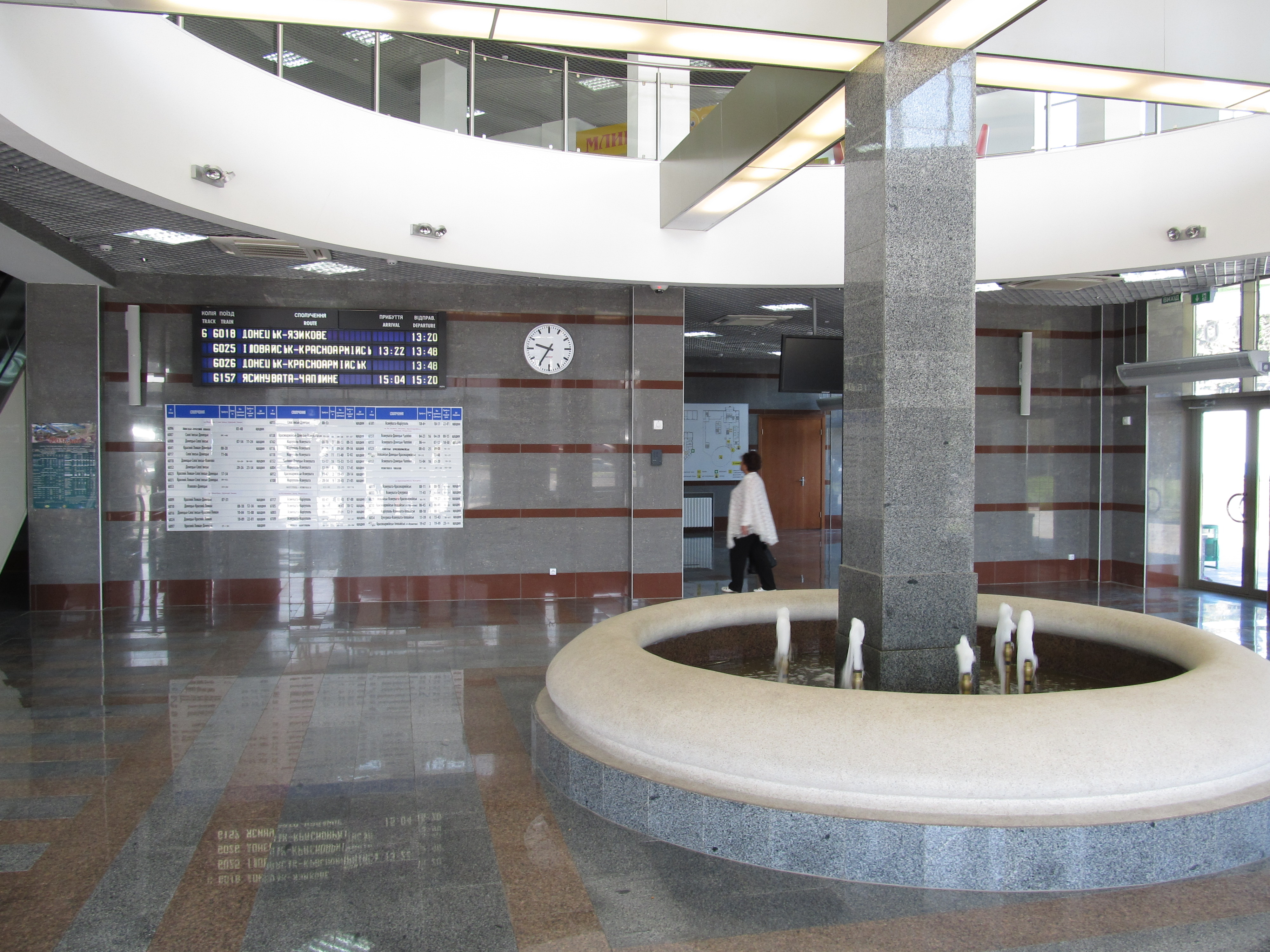